# آندرونیکوس رودسی
آندرونیکوس رودسی دهمین خلیفهٴ ارسطو در ریاست لوکئوم‌ و نخستین محرر و شارح آثار او بود که در حدود ۷۰ ق م در آتن برآمد.
وی آثار ارسطو و تئوفراستوس را برحسب موضوع مرتب کرد و آنها به همان ترتیبی که به‌وسیلهٴ او تثبیت شده بود، به ما انتقال یافته است.
دو نوشته به او منسوب است: رساله‌ای در باب هیجانات و تفسیری بر اخلاق نیکوماخوسی که انتساب آنها مورد تردید است.